# Arindrajit Dube
Pour les articles homonymes, voir Dube.
Arindrajit Dube est un économiste américain, de l'université d'Amherst. Il est connu pour ses recherches empiriques et ses méta-revues sur l'effet du salaire minimum, qui tendent à montrer que celui-ci ne conduit pas à la suppression d'emplois, contrairement aux prédictions de certains modèles,.

## Biographie
Dube était au lycée à la Roosevelt High School de Seattle jusqu'en 1991. Il a obtenu une licence d'économie et sa maîtrise en politique de développement international de l'Université de Stanford en 1996. Il a obtenu son doctorat en économie de l'Université de Chicago en 2003 et a été chercheur postdoctoral à UC Berkeley avant de rejoindre l'Université du Massachusetts, Amherst. Il est également chercheur associé au National Bureau of Economic Research.